# Kemiska sällskapet i Finland
Kemiska sällskapet i Finland (finska: Suomen kemian seura) är ett finländskt kemiskt sällskap 
Kemiska sällskapet i Finland bildades 1970 på initiativ av Suomalaisten kemistien seura, Finska kemistsamfundet och Kemisktekniska föreningen (Kemiallisteknillinen yhdistys, grundad 1970) och ersatte då Centralrådet för Finlands kemister. Kemiska sällskapet i Finland har bland annat till ändamål att förenhetliga publikationsverksamheten på området och att arrangera årliga kemidagar och internationella konferenser. Det utgav 1974–1988 tidskriften Finnish Chemical Letters och är delägare i förlaget Kemia kustannus Oy som publicerar tidskriften Kemia-Kemi.  